# Thomas Bartholin
Thomas Bartholin, Thomas Bartolinus (n. 20 octombrie 1616 - d. 4 decembrie 1680) a fost medic, anatomist, matematician și teolog danez. A fost cel mai mare anatomist al timpului său. A descoperit sistemul limfatic și a pus bazele științifice ale anesteziei prin refrigerare.
De-a lungul secolelor al XVII-lea și al XVIII-lea, trei generații ale familiei Bartholin au adus contribuții importante în anatomie și medicină:
- Caspar Bartholin cel Bătrân (1585 - 1629) - tatăl lui Thomas
- Rasmus Bartholin (1625 - 1698) - fratele lui Thomas
- Caspar Bartholin cel Tânăr (1655 - 1738) - fiul lui Thomas.

La cei 12 membri ai familiei Bartholin care au fost profesori la Universitatea din Copenhaga, se adaugă și numele lui Ole Worm (1588 - 1654), cumnatul lui Caspar Bartholin cel Bătrân, de asemenea profesor de medicină.

## Biografie
Thomas Bartholin a fost al doilea din cei șase copii ai medicului și teologului Caspar Bartholin cel Bătrân. După moartea tatălui, cumnatul acestuia, Ole Worm, preia grija micului Thomas.
În 1634, Thomas se înscrie la Facultatea de Teologie. Trei ani mai târziu, cu sprijinul regelui danez, începe o călătorie de studii, un adevărat periplu universitar, trecând pe la universități din Paris, Leiden, Basel, Montpellier și Padova.
În 1637, pe când se afla la Leiden, se decide să treacă la studiul medicinei. Avându-l ca profesor pe eminentul Johannes de Wale (de Waal sau Walaeus), este preocupat de studiul vaselor limfatice și de teoria circulației sanguine a lui William Harvey. Sprijinit de profesorul de Wale, Thomas Bartholin reeditează tratatul de anatomie pe care îl scrisese tatăl său, publicând o ediție revizuită în care, pentru prima dată, se fac considerații asupra teoriei lui Harvey și a altor contribuții ale lui Gaspare Aselli.

## Activitate
Cea mai mare realizare a lui Bartholin o constituie descoperirea, în 1652, a sistemului limfatic.

### Contribuții
Efectuând o serie de disecții pe cadavre, Bartholin studiază sistemul limfatic și corelațiile acestuia cu sistemul circulator. Descoperă Ductus thoracicus, care fusese deja observat de către anatomistul francez Jean Pecquet (1622 - 1674) (prin disecții pe câini).

### Scrieri
Principalele sale lucrări sunt:
- Anatomia, 1641
- De luce Animalium, 1647
- De monstris in natura et medicina

Antiquitatum veteris puerperii synopsis, 1676

- Acta medica et philosophica Hafniensia, 1672
- De veterum puerperio, 1676.